# Naby Soumah
Naby Capi Soumah (ur. 25 stycznia 1985 w Konakry) – gwinejski piłkarz występujący na pozycji pomocnika.